# Rio Hărţăgel
O Rio Hărţăgel é um rio da Romênia, afluente do Harţag, localizado no distrito de Buzău.